# Stéphane Kingué Mpondo
Stéphane Kingué Mpondo (sinh ngày 2 tháng 6 năm 1985 ở Bafoussam, Cameroon) là một cầu thủ bóng đá người Cameroon hiện tại thi đấu cho Azam.

## Sự nghiệp
Trước đó anh thi đấu cho Cotonsport Garoua trước khi ký hợp đồng a three-year contract with Ashdod on tháng 9 năm 2009.

### Thống kê quốc tế
Thống kê chính xác đến ngày 30 tháng 1 năm 2016.
| Cameroon  | Cameroon | Cameroon  |
| Năm       | Số trận  | Bàn thắng |
| --------- | -------- | --------- |
| 2012      | 1        | 0         |
| 2013      | 2        | 0         |
| 2014      | 0        | 0         |
| 2015      | 2        | 0         |
| 2016      | 4        | 0         |
| Tổng cộng | 9        | 0         |